# Opérateur laplacien vectoriel
En analyse vectorielle, le laplacien vectoriel est un opérateur différentiel pour les champs vectoriels. Il présente beaucoup de similitudes avec l'opérateur laplacien scalaire.

## Définitions
Dans un espace euclidien, le laplacien vectoriel se définit le plus simplement en se plaçant dans un système de coordonnées cartésiennes. Dans ce cas, le laplacien vectoriel d'un champ de vecteurs quelconque A a pour composantes le laplacien des composantes de A. En d'autres termes, dans un espace à trois dimensions, si l'on écrit 
{\displaystyle {\boldsymbol {A}}=A^{x}{\boldsymbol {u}}_{x}+A^{y}{\boldsymbol {u}}_{y}+A^{z}{\boldsymbol {u}}_{z}},
alors le laplacien vectoriel de A s'écrit
{\displaystyle \Delta {\boldsymbol {A}}=(\Delta A^{x}){\boldsymbol {u}}_{x}+(\Delta A^{y}){\boldsymbol {u}}_{y}+(\Delta A^{z}){\boldsymbol {u}}_{z}}.

## Expressions dans d'autres systèmes de coordonnées
À partir de l'expression en coordonnées cartésiennes, on peut exprimer le laplacien dans tout autre système de coordonnées, puisqu'une fois le nouveau système de coordonnées défini, on peut exprimer les vecteurs de la nouvelle base en fonction de ceux de la base cartésienne, tout comme on peut exprimer les dérivées partielles par rapport aux nouvelles coordonnées en fonction des dérivées partielles par rapport aux coordonnées cartésiennes. À trois dimensions, une méthode alternative (mais guère plus rapide) consiste à utiliser la formule du rotationnel du rotationnel, qui s'écrit pour tout champ de vecteurs :
{\displaystyle {\boldsymbol {\nabla }}\wedge ({\boldsymbol {\nabla }}\wedge {\boldsymbol {A}})={\boldsymbol {\nabla }}({\boldsymbol {\nabla }}\cdot {\boldsymbol {A}})-\Delta {\boldsymbol {A}}}.
On obtient ainsi les formules suivantes :

### Coordonnées cylindriques
Dans le système de coordonnées cylindriques usuel r, θ, z, on a :
{\displaystyle {\boldsymbol {\Delta A}}={\begin{array}{l}\displaystyle \quad \left({\frac {\partial ^{2}A^{r}}{\partial r^{2}}}+{\frac {1}{r^{2}}}{\frac {\partial ^{2}A^{r}}{\partial \theta ^{2}}}+{\frac {\partial ^{2}A^{r}}{\partial z^{2}}}+{\frac {1}{r}}{\frac {\partial A^{r}}{\partial r}}-{\frac {2}{r^{2}}}{\frac {\partial A^{\theta }}{\partial \theta }}-{\frac {A^{r}}{r^{2}}}\right){\boldsymbol {u}}_{r}\\\displaystyle +\left({\frac {\partial ^{2}A^{\theta }}{\partial r^{2}}}+{\frac {1}{r^{2}}}{\frac {\partial ^{2}A^{\theta }}{\partial \theta ^{2}}}+{\frac {\partial ^{2}A^{\theta }}{\partial z^{2}}}+{\frac {1}{r}}{\frac {\partial A^{\theta }}{\partial r}}+{\frac {2}{r^{2}}}{\frac {\partial A^{r}}{\partial \theta }}-{\frac {A^{\theta }}{r^{2}}}\right){\boldsymbol {u}}_{\theta }\\\displaystyle +\left({\frac {\partial ^{2}A^{z}}{\partial z^{2}}}+{\frac {1}{r^{2}}}{\frac {\partial ^{2}A^{z}}{\partial \theta ^{2}}}+{\frac {\partial ^{2}A^{z}}{\partial r^{2}}}+{\frac {1}{r}}{\frac {\partial A^{z}}{\partial r}}\right){\boldsymbol {u}}_{z}\end{array}}}.

### Coordonnées sphériques
Dans le système de coordonnées sphériques usuel r, θ, φ, on a :
{\displaystyle \Delta {\boldsymbol {A}}={\begin{array}{l}\displaystyle \quad \left({\frac {1}{r}}{\frac {\partial ^{2}(rA^{r})}{\partial r^{2}}}+{\frac {1}{r^{2}}}{\frac {\partial ^{2}A^{r}}{\partial \theta ^{2}}}+{\frac {1}{r^{2}\sin ^{2}\theta }}{\frac {\partial ^{2}A^{r}}{\partial \varphi ^{2}}}+{\frac {\cot \theta }{r^{2}}}{\frac {\partial A^{r}}{\partial \theta }}-{\frac {2A^{r}}{r^{2}}}-{\frac {2}{r^{2}}}{\frac {\partial A^{\theta }}{\partial \theta }}-{\frac {2\cot \theta }{r^{2}}}A^{\theta }-{\frac {2}{r^{2}\sin \theta }}{\frac {\partial A^{\varphi }}{\partial \varphi }}\right){\boldsymbol {u}}_{r}\\\displaystyle +\left({\frac {2}{r^{2}}}{\frac {\partial A^{r}}{\partial \theta }}-{\frac {A^{\theta }}{r^{2}\sin ^{2}\theta }}+{\frac {1}{r}}{\frac {\partial ^{2}(rA^{\theta })}{\partial r^{2}}}+{\frac {1}{r^{2}}}{\frac {\partial ^{2}A^{\theta }}{\partial \theta ^{2}}}+{\frac {1}{r^{2}\sin ^{2}\theta }}{\frac {\partial ^{2}A^{\theta }}{\partial \varphi ^{2}}}+{\frac {\cot \theta }{r^{2}}}{\frac {\partial A^{\theta }}{\partial \theta }}-{\frac {2}{r^{2}}}{\frac {\cot \theta }{\sin \theta }}{\frac {\partial A^{\varphi }}{\partial \varphi }}\right){\boldsymbol {u}}_{\theta }\\\displaystyle +\left({\frac {2}{r^{2}\sin \theta }}{\frac {\partial A^{r}}{\partial \varphi }}+{\frac {2}{r^{2}}}{\frac {\cot \theta }{\sin \theta }}{\frac {\partial A^{\theta }}{\partial \varphi }}+{\frac {1}{r}}{\frac {\partial ^{2}(rA^{\varphi })}{\partial r^{2}}}+{\frac {1}{r^{2}}}{\frac {\partial ^{2}A^{\varphi }}{\partial \theta ^{2}}}+{\frac {1}{r^{2}\sin ^{2}\theta }}{\frac {\partial ^{2}A^{\varphi }}{\partial \varphi ^{2}}}+{\frac {\cot \theta }{r^{2}}}{\frac {\partial A^{\varphi }}{\partial \theta }}-{\frac {A^{\varphi }}{r^{2}\sin ^{2}\theta }}\right){\boldsymbol {u}}_{\varphi }\end{array}}}

## Applications
Le laplacien vectoriel est présent en particulier : 
- en électromagnétisme ;
- en mécanique des fluides visqueux où il apparait dans les équations de Navier-Stokes ;
- dans la formule du rotationnel du rotationnel (qui est à l'origine de son irruption en électromagnétisme).